# Storia di Sciacca
La storia di Sciacca descrive le vicende storiche relative a Sciacca, comune italiano della provincia di Agrigento in Sicilia.

## Preistoria
Importantissime sono le testimonianze di un popolamento preistorico nella:Grotta Stufa sulla vetta del Monte Cronio e nelle rispettive necropoli di contrada Grattavoli e Tranchina(IV millennio a.C.-III millennio a.C.)
Il primo insediamento preistorico si estendeva probabilmente tra l’attuale via Figuli e la contrada Muciarè presso la foce del torrente Bagni.
Nella valle che si estende dal Monte Nadore e dal Monte San Calogero, a circa sei chilometri dall'odierna cittadina sono venuti alla luce avanzi di fondamenta di grandi dimensioni. Ciò confermerebbe l'esistenza di un'antica città abitata dai Sicani.

## Età antica

### Presenza cretese: fra realtà e leggenda
Secondo la leggenda, i Bagni a vapore (le cosiddette stufe di San Calogero) sul Monte Cronio sarebbero stati impiantati da Dedalo circa mille anni prima dell'era cristiana. Costui, fuggito da Creta per paura che Minosse lo trucidasse, giunse in Sicilia dove venne accolto da Cocalo, re sicano che viveva nella città di Inico. Grato per l'ospitalità ricevuta, Dedalo costruì per il re il Castello di Camico su una cima di difficile accesso, nel quale il sovrano custodì i suoi tesori. Minosse, venuto a conoscenza del nascondiglio di Dedalo, raggiunse la Sicilia, in territorio agrigentino, presso la città che dallo stesso prese il nome di Minoa. Subito dopo, inviò dei messi a Cocalo affinché gli consegnassero il fuggiasco. Cocalo accettò la proposta e invitò Minosse al suo castello, ma mentre questi fece il bagno, lo fece soffocare dalle sue figlie, restituendo il cadavere al suo popolo e giustificando la morte del re come se fosse stata causata dall'essere scivolato nell'acqua calda.
Le ceramiche ritrovate nelle grotte del Monte Cronio, risalenti al periodo di transizione fra l'età della pietra e quella del bronzo, fanno ritenere che la città di Cocalo fosse posta in questo sito. Secondo accreditati storici, la spedizione militare in Sicilia di Minosse, conclusasi con la sua uccisione, trova la sua spiegazione nel tentativo del re cretese di conquistare quella città, così ricca di acque termali, luogo di culto sacro a Cocalo, supremo sacerdote del dio delle acque.
Poche sono le notizie storiche certe.

### Presenza fenicia
Iscrizioni puniche rinvenute sul territorio saccense confermerebbero il passaggio dei fenici.

### Epoca greco-siceliota
Nel VII secolo a.C., nel periodo della colonizzazione greca, secondo Tucidide, gli abitanti di Selinunte costruirono un agglomerato urbano, al confine del loro territorio, è un castello nell'attuale territorio saccense che per le caratteristiche del luogo ricco di acque minerali chiamarono Terme Selinuntine. Il sito si trova nella parte orientale del territorio di Sciacca.

### Invasione cartaginese
Facendo parte del territorio di Selinunte, Terme Selinuntine subì la stessa sorte. Con la sua caduta nel 409 a.C. in mano cartaginese, Terme Selinuntine accolse parte della popolazione scampata alle distruzioni della città, e fu anche teatro di due importantissime battaglie durante la dominazione greco-punica.
La prima battaglia, avvenuta nel 383 a.C., è stata quella della Cabala in cui Dionisio di Siracusa ebbe la meglio sui Cartaginesi. Secondo la ricostruzione di alcuni storici venne ucciso il duce Magone (tesi non condivisa dalle fonti ufficiali, secondo le quali Magone perì durante il viaggiò di ritorno in Africa) il quale fu sepolto nell'attuale contrada che porta il suo nome col titolo di Baronia. Esistono delle pietre a forma di cono che gli stessi storici hanno indicato come monumento funebre eretto dai Cartaginesi per ricordare il loro capo.
Nella seconda battaglia, quella di Cronio (avvenuta dov'era ubicata l'antica città, come già ricordato, nella valle fra il Nadore e San Calogero) si ebbe nel 378 a.C. ed Imilcone, figlio di Magone, riuscì a conquistare con uno stratagemma a danno di Dionisio il territorio selinuntino e quello agrigentino, raggiungendo i confini del fiume Alico.
Pollieno racconta che Imilcone aveva posto il suo quartier generale nella città di Cronio, i cui abitanti erano favorevoli ad arrendersi. Ciò però non avvenne perché furono ostacolati dai generali di Dionisio. Imilcone non si arrese e, approfittando del vento contrario ai suoi nemici che si erano stabiliti nei pressi della città, incendiò il bosco che li divideva. In questo modo il fumo gli permise d'entrare in città senza essere notato dai capi siracusani.

### Epoca romana
Nel III secolo d.C. Terme Selinuntine cambiarono nome in Aquae Labodes e con i Romani, nel IV secolo d.C., divennero una statio.
Durante il periodo romano il monte San Calogero fu luogo di culto, dedicato al dio Saturno.

### Invasione dei Vandali
Dopo aver sbaragliato i Romani nel celebre sacco del 455 d.C., le città siciliane vennero attaccate ferocemente dalla popolazione di fede ariana poiché queste erano ancora molto attaccate agli anti monaci greci. Fra le vittime di questa persecuzione ne risentì il monaco San Calogero, che sfuggendo dalle coste africane si rifugiò presso un antro del monte Kronio ove visse compiendo miracoli, scacciò i sacerdoti pagani, convertì la popolazione al cristianesimo e ridiede vigore alle terme saccensi che, dopo la fine dell'Impero romano d'Occidente, si trovavano in stato di abbandono e disuso.

## Età medievale

### La fase bizantina e gota della Sicilia
In fase Bizantina sono registrate alcune attività eremitiche a San Calogero e nell'area della necropoli di Grattavoli,come suggeriscono i vari affreschi rinvenuti.Dal punto di vista urbano,inoltre,i bizantini fecero costruire la chiesa di San Pietro in Castro,la quale oggi corrisponde alla Basilica di Maria Santissima del Soccorso

### La fase islamica della Sicilia e l'Emirato di Sicilia
Nell'840 il centro di Sciacca fu occupato dagli Arabi, promettendo obbedienza e tributi: da allora si chiamò col nome attuale. Il periodo islamico di massimo splendore dovuto anche al fatto che i sudditi siciliani dell'Emirato di Sicilia potevano mantenere le loro usanze in piena libertà. Nel paese oltre agli arabi convivevano perciò altre identità culturali: ad oriente era abitato dai Figulini, che sin da allora erano conosciuti per la lavorazione della creta. A mezzogiorno e ponente soggiornavano gli Ebrei, poi la città si estese ancora, e sorse una borgata che prese il nome di Rabato.
Fu in questo periodo che Triocale assunse l'attuale nome di Caltabellotta e che Terme Selinuntine fu mutato in Sciacca. Il nome "Sciacca" ha origini diverse. Alcuni studiosi fanno derivare il nome dal vocabolo siculo arabo "Syac" che vuol dire "bagno"; altri da "al Saqqah" che vuol dire la "separante"; comunque il più attendibile risulta essere "Shaqqa" derivante da "Shai al Quaaum".
Gli arabi influenzarono molto il tessuto urbanistico della città, riscontrabile ancor'oggi per esempio nel quartiere San Nicolò (anticamente chiamato Rabato e abitato da musulmani) e nelle denominazione di alcuni quartieri (quali Schiunchipani, Cartabubbo, Misilifurmi e Raganella) e diedero impulso all'industria del cotone (ne è a testimonianza il complesso di origine araba in contrada Lucchesi ormai in disuso dal 1600).
Nell'860 fu distrutta Caltabellotta. Moltissimi profughi trovarono rifugio a Sciacca e il Vescovado fu trasferito sul monte San Calogero ove aveva sede l'antica Crono. Durante questo periodo, per la città furono anni prosperi per la sua popolazione. La città assurse grande importanza non solo per la sua felicissima posizione, ma soprattutto perché a metà strada fra due importantissime città, quali Mazara e Girgenti. In questo periodo divenne capoluogo delle Circoscrizioni Territoriali e poté godere dei pieni diritti di proprietà e di culto. Tra l'895 e il 1040, nell'Emirato di Sicilia vi furono contrasti fra Arabi e Berberi, e la popolosa città di Sciacca ne subì le conseguenze.

### Periodo del Regno di Sicilia degli Altavilla
Nel 1087 Sciacca fu conquistata dai Normanni e annessa nella Contea di Sicilia, i quali mantennero nel territorio le divisioni che risalivano ai tempi dell'Emirato di Sicilia e la città continuò ad essere il capoluogo del suo territorio, rimanendo anche capitale delle vicine circoscrizioni territoriali.
Secondo il geografo arabo Edrisi, i confini erano delimitati nel modo seguente: ad oriente dal fiume Platani, ad occidente dal fiume Belice, a nord dalla catena di monti dopo Caltabellotta e a sud dal mare. Questi confini furono ampliati successivamente dal Conte Ruggero I, con la costruzione dei quartieri Ruccera (che collegava i quartieri Rabato e dei Figuli)  Cadda (quest'ultimo fatto costruire in seguito all'afflusso di ebrei a Sciacca nel XIII secolo)e del "quartiere di masso " (costruito in seguito delle migrazioni di genovesi, toscani, albanesi e veneziani e comprendente le attuali Via Garibaldi, Via P.Geraldi e Via Corso Vittorio Emanuele)
Al conte si deve anche la costruzione delle Fosse granarie del caricatore, la riorganizzazione del servizio navale e l'imposizione del dazio sul grano da esportare. Il caricatore, che si trovava a sud del Borgo della Cadda, rimase in funzione sino al 1336, quando ne venne costruito un altro fuori Porta del Mare.
Costruì le mura e dei bastioni della città, restaurò il castello di Cocalo ed edificò il castello Vecchio. Fuori le mura restarono i tre vecchi sobborghi: quello dei Figuli, quello dei Musulmani detto Rabato, Ruccera e quello degli ebrei chiamato Cadda. Tale nucleo sarà conosciuto fino al XIX secolo col nome di Terra Vecchia.
Sciacca, per lungo tempo, conservò il suo status di città demaniale, ad eccezione del periodo in cui il conte Ruggero la concesse in feudo alla figlia Giuditta (o Giulietta), sposa di Roberto Zamparrone.
A tal proposito si racconta che Giuditta era fuggita con Roberto Zamparrone contro la volontà del Conte, e per sfuggire alle ire del padre abbia trovato rifugio in una grotta sul monte San Calogero. Il romita Mauro dell'ordine Cluneacense, che abitava su quel monte, chiese clemenza al Gran Conte, il quale perdonò i due fuggitivi che rientrarono al castello. Dopo aver ottenuto la dispensa del Papa, il conte Ruggero li unì in matrimonio. Le nozze si svolsero nella chiesa di San Pietro annessa al castello. Fu così che il nome di Giuditta venne legato alla città di Sciacca. 
Nello stemma, usato fino al 1860, Giuditta volle raffigurata Santa Maria Maddalena in mezzo a due leoni rampanti. Diverse sono state le interpretazioni sul suo significato. Una vede nella Madonna la stessa Giuditta, e nei due leoni il padre e il fratello Ruggero II. Un'altra vede nella Madonna la città di Sciacca, e nei due leoni i fiumi Belice e Platani. Lo stemma attuale che la città ha adottato è quello ritenuto anteriore al periodo di Giuditta. Raffigura un cavaliere con la sua armatura che corre verso il Castello delle tre Torri. Alcuni lo personificano in Agatocle. A Giuditta si deve la costruzione della Torre del Fossato ( un'antica torre per banchetti oggi non più presente nel lato ovest della città) delle chiese di San Nicolò la Latina, la Matrice, Sant'Antonio Abate e San Pietro in Castro, il Monastero delle Giummare. La sua morte avvenne tra il 1134 e il 1136.Fra gli abitanti di Sciacca è sempre viva la sua memoria e da molti è ricordata come la seconda fondatrice della città.
Durante il periodo della Dinastia Sveva nel Regno di Sicilia, Sciacca ottenne parecchi privilegi, come venivano riconosciuti in tutte le città demaniali. Il Comune venne retto da un Magistrato, avente il diritto d'inviare i propri rappresentanti al Parlamento. Nel 1231 il paese divenne centro commerciale per lo scambio delle merci all'ingrosso, autorizzato dal Governo siciliano: lo scambio delle merci al minuto venne affidato ad un giurato deputato. I beni della contessa Giuditta passarono a Federico II che divenne erede anche dei feudi normanni. Questi confermò i privilegi di cui godeva la città. A lui si deve anche l'origine di alcuni casali fra i quali quello di Burgimilluso che poi divenne Casale di Menfi. A Federico II successe il figlio Corrado II il quale, malgrado fosse contrastato dal Papato, riuscì a regnare in Sicilia fino al 1254, anno della sua morte. A quest'ultimo subentrò Manfredi che, incoronato re di Sicilia nel 1258, mantenne Sciacca città demaniale con tutti i suoi privilegi. 
A partire al 1268, Sciacca e tutta la Sicilia furono sottoposte a soprusi d'ogni sorta dalla Dinastia Angioina. Con la rivolta del Vespro a Sciacca (come in tutta la Sicilia) fu fatta strage di francesi presso il Carmine. Per riconoscere i francesi si faceva pronunciare la parola dialettale ciciri (ceci) che inconsciamente pronunciavano come chichiri.

### I Vespri Siciliani e Sciacca nel Regno di Sicilia durante la Dinastia Aragona
A questo punto il paese si ribellò e si costituì in Comune libero. Capitano fu eletto Isidoro Incisa, di nobile famiglia. 
Quando nel 1282 Pietro III d'Aragona, nella Chiesa della Martorana a Palermo, fu proclamato re di Sicilia col nome di "Pietro I di Sicilia", Sciacca contribuì a dare il suo aiuto con le sue galere a sostegno delle lunghe guerre contro gli Angioini e i loro alleati napoletani e italici. Fra le tante, per importanza, va ricordata la partecipazione di Sciacca e il suo naviglio alla battaglia di Ponza nel 1300: in quell'occasione fu fatto prigioniero il capitano della città Isidoro Incisa, che poi riuscì a fuggire e mettersi in salvo. Un'altra grande battaglia si combatté proprio a Sciacca nel 1302 e il suo assedio durò quarantacinque giorni: gli abitanti resistettero fino all'arrivo delle truppe del re siciliano Federico III. Intanto nel campo nemico era scoppiata una pestilenza che decimò l'esercito, costringendo Carlo II a ritirarsi e chiedere la pace: venne firmata nel 1302 a Caltabellotta. Il Re Federico III, per riconoscenza dell'eroismo dimostrato, concesse l'immunità dei dazi doganali e da ogni altro diritto della regia curia sulle merci importate ed esportate, cosicché Sciacca divenne città franca.
Rotta la pace di Caltabellotta nel 1312, ebbero nuovamente inizio gli assalti degli Angioini in Sicilia, durati fino al 1373. Durante questo periodo Sciacca divenne parecchie volte teatro di guerra e fu cinta d'assedio dalle truppe angioine. Si difese eroicamente ma non poté evitare i contrasti con fra le potenti nobili famiglie che parteggiavano per le due dinastie. In un primo momento ebbero la meglio i Palizzi e i Chiaramonte sui Peralta e i Ventimiglia, e Sciacca si schierò con gli Angioini a scapito degli Aragonesi.

### I Peralta
Successivamente, nel 1355, la città passò in mano ai Peralta e nel 1360, quando la principessa Costanza d'Aragona si fermò a Sciacca per poi ripartire e raggiungere il consorte Federico IV di Sicilia a Catania, furono gli stessi Peralta a dimostrare che non era cessata la loro solidarietà verso gli Aragona. In questi anni a Sciacca venne istituita la carica di Capitano di guerra per la difesa della città. Tale compito fu affidato a Guglielmo Peralta che divenne, durante il regno di Federico IV, il più potente e importante signore di Sciacca e del territorio circostante. Il Peralta, oltre ad essere conte di Caltabellotta, poiché era apparentato col re, possedeva vasti territori avuti in eredità, per occupazione o per concessione regia. Dal re aveva ottenuto la rappresentanza della Magna Curia, cioè l'istituzione di una suprema autorità con funzioni giudiziarie inappellabili.
Forte di questo appoggio, il Peralta riuscì persino a battere moneta ed istituire una vera zecca. Grazie all'appoggio di altre nobili famiglie riuscì a consolidare il suo potere tanto da essere investito dal re della facoltà delle concessioni feudali. Alla morte del re, il Peralta fu uno dei quattro vicari per la tutela della regina Maria di Sicilia appena quindicenne. Gli altri tre vicari erano gli Alagona, i Chiaramonte e i Ventimiglia. Nel 1390 la regina Maria si sposava col re Martino il Giovane, ma i vicari e i baroni di Sicilia riunitisi a Castronovo stabilivano di ricevere la regina Maria ma non Martino, condividendo la volontà del papato che consideravano gli aragonesi scismatici. Nel 1392 i sovrani giungevano a Trapani e Guglielmo Peralta col figlio Nicolò e altri nobili si recavano per rendergli omaggio. Dei tre vicari si schierava contro soltanto Chiaramonte e così Sciacca ebbe confermati tutti i privilegi concessi dai sovrani precedenti. L'arresto e la condanna a morte del Chiaramonte e il fermo dell'Alagona provocavano però una rivolta popolare. Il re Martino chiedeva al Peralta il suo appoggio per domare i rivoltosi ma questi in un primo momento si dimostrò contrario. Il figlio Nicolò, poiché la rivolta s'allargava a macchia di leopardo verso l'entroterra, non tardava a convincere il padre ad affrontare le truppe catalane comandate da don Pietro Queralt. Nel territorio di Sambuca del 1395 ebbe luogo una disastrosa battaglia e, malgrado la sconfitta subita dal Peralta, le truppe nemiche non osarono avvicinarsi a Sciacca. Poco dopo moriva il vecchio Guglielmo.
Nel periodo in cui tenne il potere Guglielmo Peralta, a Sciacca venne realizzato il Castello Nuovo, una vera fortezza inaccessibile costruita sulla roccia. In seguito fu detto Castello dei Luna perché da loro in seguito abitato. Il giovane Nicolò, figlio di Guglielmo, mantenne la carica di capitano della città, e la carica di guardiano del Castello Vecchio e di quello Nuovo.

## Età moderna

### Quattrocento e Cinquecento
Nel 1391 moriva anche Nicolò, e il re Martino, recatosi a Sciacca per i funerali, alloggiò nel Castello Nuovo. Per assicurarsi la continuità dei buoni rapporti, stabilì di dare in moglie allo zio conte Artale Luna la figlia di Nicolò, Margherita Peralta, malgrado l'amore della giovane era per il coetaneo Perollo, figlio di un'altra nobile famiglia. 
Le nozze vennero celebrate a Sciacca nel 1400 alla presenza del re, e furono causa di un triste episodio che passò alla storia come Caso di sciacca. Infatti, la guerra civile che si scatenò ebbe origine dalle controversie sorte tra la famiglia dei Perollo d'origine normanna e quella dei Luna d'origine catalana durante il regno di Alfonso V in Sicilia, durato dal 1400 al 1529 con immani conseguenze, riducendo la città in uno stato di miseria ed abbandono. Dopo le suddette nozze, la famiglia Perollo non sopportò la prepotenza del sovrano e scatenò un odio viscerale verso la nobiltà catalana e straniera alla quale il Luna apparteneva. A questo odio dei Perollo s'aggiunge quello di Bernardo Cabrera, conte di Modica, che avrebbe pure preteso di fare sposare Margherita al figlio, in modo da poter ancora di più ampliare il suo controllo territoriale. Deceduti Martino il Vecchio e il figlio Martino il Giovane, in Sicilia gli abitanti aspiravano ad avere un loro re. Si erano intanto formati tre fazioni: una catalana capeggiata da Bernardo Cabrera, un'altra dalla regina Bianca, moglie di Martino il Giovane che il re aveva sposato dopo la morte di Maria, e un'altra ancora della nobiltà siciliana a cui aderivano molti Comuni che si erano ribellati alla regina. Il conte Luna seguiva la fazione di Cabrera, ma gli abitanti di Sciacca rimasero fedeli alla regina. Nel 1411 il Cabrera occupava la città, ma non il Castello Vecchio, difeso ad oltranza da Pietro Garro. Un intervento della regina liberò il castello e la città. Nel 1416, il prestigio della famiglia Peralta passò ad Antonio, il figlio del Luna, che ebbe dal re Alfonso la concessione della castellania di Sciacca. Dava cioè il massimo onore oltre il diritto di dimora nel Castello Vecchio.
Durante il periodo in cui regnò Alfonso V Sciacca, grazie alla sua posizione, divenne una delle città più importanti della Sicilia. Ma ancora una volta le rivalità tra le famiglie Luna e Perollo turbarono la sua prosperità. Tale rivalità, estesasi alla popolazione, culminò nella lite che i Luna e i Perollo ebbero per la rivendicazione della Baronia di San Bartolomeo. Nel 1438 intanto la città veniva venduta a Giovanni Ventimiglia, marchese di Geraci, ma nel 1443 veniva riscattata. Nel 1448 l'intervento del viceré faceva concordare una pace tra le famiglie Luna e Petrollo, ma non passò molto tempo che fu violata. L'occasione s'ebbe nel 1459 quando Antonio Luna stava partecipando alla processione della Santa Spina di Cristo. Giunto dinanzi al palazzo dei Perollo, il Luna insultò il rivale pubblicamente, forse convinto che non venisse ascoltato vedendo le finestre chiuse. Le imposte s'aprirono improvvisamente e Pietro Perollo raggiunse il corteo ferendo il rivale. I suoi uomini incendiarono le case dei Luna, portarono lo scompiglio tra i fedeli e si rifugiarono nel castello di Geraci. Dopo quest'atto terroristico, il viceré inviò a Sciacca il luogotenente del Maestro Giustiziere, Giacomo Costanzo, per istruire un processo e punire i fautori di questi fatti. Ritornato da Caltabellotta, Antonio Luna scatenò la sua vendetta, facendo assassinare familiari e parenti dei Perollo, distruggendo le loro case, e persino la città subì gravi danni. Il re Giovanni I, succeduto ad Alfonso V, per evitare nuove sciagure alla città, esiliò i Luna e i Perollo dal regno e confiscò tutti i loro beni. Nel 1494 Ferdinando V insigniva la città col titolo di Degna per la sua gloriosa storia, il suo vasto territorio e per la sua bellezza. Giacomo Perollo diveniva potente signore e otteneva la carica d'amministrare la giustizia e le attività del Comune. Diveniva anche deputato al Parlamento.
Ma gli odi non si erano sopiti e nel 1528 quando vennero uccisi sette componenti della banda di Marco Lucchesi, accanito nemico del Perollo, riesposero le rivalità.
Non molto tempo dopo l'eccidio degli uomini di Lucchesi, giungeva a Sciacca il corsaro Sina Bassà il quale offriva il riscatto del barone di Solanto. Respinte le offerte del Luna accoglieva quelle del Perollo. Il Luna per vendicarsi dell'affronto, nel 1529, con un esercito d'un migliaio di uomini cinse d'assedio ed entrò nel Castello Vecchio. Il Perollo, che era fuggito da un passaggio segreto del possedimento e si era trasferito a casa di un suo fedele, fu tradito da una spia, pertanto fu ucciso dagli uomini del Conte Luna e il suo cadavere venne trascinato per le vie della città.
I parenti del Perollo però non s'arresero, ottenendo un decreto con il quale il Luna veniva condannato a morte ed i suoi beni confiscati. Fuggito, Il conte si recò a Roma per ottenere la clemenza di Carlo V e di Clemente VII ma, non essendogli accordata, si suicidò buttandosi nel Tevere. Nel 1542 gli abitanti Sciacca si rivoltarono contro le persecuzioni del Sant'uffizio, rivolgendosi al Parlamento per fermare gli inquisitori: l'abolizione in Sicilia avverrà due secoli dopo.

## Età contemporanea

### Dal Cinquecento ai giorni nostri
Il periodo intercorrente tra il 1554 e il 1712 a Sciacca è caratterizzato da terremoti, rivoluzioni, fame e miseria. Malgrado ciò sorgono chiese e nuovi palazzi, mentre Filippo II conferma Sciacca Urbs dignissima et fidelissima. Nel 1647 la città si ribella e vengono aboliti i dazi sul vino e sul macinato, non prima però che i manifestanti raggiungessero il Comune, incendiando l'archivio e uccidendo il maestro notaro. Nel 1713 la Sicilia con Vittorio Amedeo II di Savoia riaveva il proprio re e così anche Sciacca festeggiava. Nel 1718 la Spagna mandava però la sua flotta per ristabilire il governo spagnolo in Sicilia e anche Sciacca si sottomise. Ciò provocò la reazione dell'Austria e la città fu messa nuovamente sott'assedio capitolando dopo tre giorni. Era il 1720 e il presidio spagnolo venne smantellato, cosicché Sciacca obbedì all'imperatore Carlo VI. Nel 1726 Carlo VI concludeva la pace con la città di Tripoli, Tunisi e Sciacca. Malgrado vivesse ancora nella miseria, venne agevolata nei suoi commerci in quanto venne evitato il pericolo dei corsari che infestavano i mari lungo quelle rotte. Nel 1734 Carlo di Borbone ricostituiva nella sua pienezza il Regno di Sicilia ed a Sciacca veniva istituito il consolato del mare. La città si riprendeva dal suo torpore e venivano intensificati i traffici via mare, nonché via terra con la costruzione dell'arteria per Palermo. Nel 1759 a Carlo III succedeva Ferdinando III di Sicilia, il quale conferì a Sciacca la facoltà di giudicare nelle cause civili e criminali. La Costituzione del 1820 aboliva i privilegi ed affermava l'uguaglianza dei cittadini. Alla città venne riconosciuto l'antico nome: Distretto di Selinunte con Sciacca capoluogo. Nel 1816, Ferdinando III, dopo secoli di indipendenza sopprimeva il Regno di Sicilia accorpandolo al Regno delle Due Sicilie e, abrogando la Costituzione del 1812 instaurava in Sicilia un regime autoritario. Sciacca diveniva provincia di Girgenti. 
La città partecipò con i suoi patrioti alle rivolte per l'indipendenza dalla tirannide dei Borboni del Regno di Sicilia. 
Nel 1860 giungeva Garibaldi a Marsala e a Sciacca la notte tra il 13 e il 14 maggio, Bartolomeo Tommasi, Luigi Azzara, Alfonso Friscia, Francesco Lombardo e Giuseppe Campione inalberavano sull'aquila di pietra della vecchia casa comunale in via maestranza, oggi Via Garibaldi, la bandiera tricolore. Acclamato dal popolo, veniva riconosciuto il costituito Comitato rivoluzionario, il quale dichiarava decaduto il governo borbonico e proclamata l'annessione al Regno d'Italia. Sciacca divenne capoluogo di un circondario della provincia di Girgenti.
Durante la Seconda guerra mondiale, a Sciacca vi era una Base aerea, ben mimetizzata, punto strategico del Mediterraneo, utilizzato dalla Regia Aeronautica (1940 – 1943).